# Streženice
Streženice és un poble i municipi d'Eslovàquia que es troba a la regió de Trenčín. La primera menció escrita de la vila es remunta al 1408.

## Demografia
| Godina             | 1994 | 2004    | 2014    | 2024    |
| ------------------ | ---- | ------- | ------- | ------- |
| Nombre de persones | 769  | 853     | 949     | 1105    |
| Diferència         |      | +10,92% | +11,25% | +16,43% |

| Godina             | 2023 | 2024   |
| ------------------ | ---- | ------ |
| Nombre de persones | 1084 | 1105   |
| Diferència         |      | +1,93% |